# Hrkovce
Hrkovce este o comună slovacă, aflată în districtul Levice din regiunea Nitra. Localitatea se află la altitudinea de 126 m deasupra n.m., se întinde pe o suprafață de 8,2 km2 și în 2017 număra 288 de locuitori.

## Istoric
Localitatea Hrkovce este atestată documentar din 1156.

## Demografie
| An:                | 1994 | 2004 | 2014    | 2024   |
| ------------------ | ---- | ---- | ------- | ------ |
| Număr de persoane: | 0    | 321  | 285     | 280    |
| Diferență:         |      | –    | −11,21% | −1,75% |

| An:                | 2023 | 2024   |
| ------------------ | ---- | ------ |
| Număr de persoane: | 289  | 280    |
| Diferență:         |      | −3,11% |